# الخروج من مراكش (فلم)
الخروج من مراكش (بالإنجليزية: Exit Marrakech) هو فيلم دراما تم إنتاجه في ألمانيا وصدر في سنة 2013.

## روابط خارجية
- مقالات تستعمل روابط فنية بلا صلة مع ويكي بيانات